# Lophophora clanymoides
Lophophora clanymoides là một loài bướm đêm trong họ Noctuidae.